# Laurent Nabart
Laurent Nabart est un navigateur et un skipper français, né en 1971.

## Biographie
Il habite à Forciolo en Corse.

## Palmarès
- 1986-1987 : 3e du Championnat de France cadet de 420
- 1989-1990 : 4e du Championnat d'Europe senior de 420
- 1990 : 2e du Championnat du monde Open senior
- 1995 : 15e de la Mini Transat 6.50
- 1999 : 39e de la Solitaire du Figaro
- 2000 : 30e de la Solitaire du Figaro - 29e de la Route du Ponant
- 2002 : 25e de la Solitaire du Figaro
- 2005 : 43e de la Solitaire du Figaro
- 2007 : 46e de la Solitaire du Figaro